# Mary Parent
Mary Parent (1968) é uma produtora de cinema estadunidense. Co-fundadora da Disruption Entertainment, companhia da Paramount Pictures, foi indicada ao Oscar de melhor filme na edição de 2016 pela realização da obra The Revenant, ao lado de Arnon Milchan, Steve Golin, Alejandro G. Iñárritu e Keith Redmon. Ainda em 2016, venceu o Globo de Ouro de melhor filme dramático e o BAFTA de melhor filme como produtora de The Revenant.
Em 2022, foi premiada com o Prêmio David O. Selznick pelo Conjunto da Obra, honraria concedida pelo Sindicato dos Produtores da América. No mesmo ano, foi indicada ao Oscar de melhor filme, BAFTA de melhor filme e ao Globo de Ouro de melhor filme dramático pelo filme Dune.

## Filmografia
| Ano  | Título                                   |
| ---- | ---------------------------------------- |
| 1996 | Set It Off                               |
| 1997 | Trial and Error                          |
| 1998 | Pleasantville                            |
| 2006 | You, Me and Dupree                       |
| 2007 | The Kingdom                              |
| 2008 | Welcome Home Roscoe Jenkins              |
| 2008 | Role Models                              |
| 2013 | Pacific Rim                              |
| 2014 | Noah                                     |
| 2014 | Godzilla                                 |
| 2015 | The SpongeBob Movie: Sponge Out of Water |
| 2015 | The Revenant                             |
| 2016 | Monster Trucks                           |
| 2017 | Kong: Skull Island                       |
| 2021 | Dune                                     |